# Varnado (geslacht)
Varnado is een geslacht van insecten uit de orde vliesvleugeligen (Hymenoptera) en de familie Ichneumonidae.

## Soort
- V. maurus Wahl, 1993